# Tokyo MER: Mobile Emergency Room
Tokyo MER: Mobile Emergency Room (Originaltitel: TOKYO MER～走る緊急救命室～) ist eine japanische Arztserie, die von Daiei Film in Zusammenarbeit mit Institutionen aus Medizin, Sicherheit und Verwaltung in beratender Funktion für TBS umgesetzt wurde. In Japan fand die Erstausstrahlung der Serie vom 4. Juli 2021 bis zum 12. September 2021 auf TBS statt. Für ausgewählte Märkte sicherte sich der Streamingdienst Disney+ die Lizenzrechte an der Serie und plant diese über den Star-Bereich zu veröffentlichen.

## Handlung
Die Gouverneurin von Tokio, Azusa Akatsuka, ruft die medizinische Notfalltruppe Tokyo MER ins Leben. Die Einheit rückt mit einem modifizierten Kraftfahrzeug aus, ausgestattet mit modernster Medizintechnik und einem großen mobilen Operationssaal, um bei schweren Unfällen, Naturkatastrophen, Anschlägen und sonstigen Notfällen vor Ort Hilfe zu leisten sowie medizinische Eingriffe vorzunehmen. Das Team besteht aus dem Chefarzt Kōta Kitami, der Assistenzärztin Hina Tsurumaki, der Krankenschwester Natsume Kuramae, dem Anästhesist Jirō Fuyuki, der vietnamesischen Krankenschwester Hoan Ran Min, dem Mediziningenieur Motoichi Tokumaru sowie dem Arzt Nao Otowa, der nebenbei auch als Beamter beim Ministerium für Gesundheit, Arbeit und Soziales tätig ist.
Die Notfalltruppe wird zu den unterschiedlichsten Einsätzen gerufen, bei welchen das Team nicht nur ihr eigenes Leben aufs Spiel setzt, sondern auch Entscheidungen unter schwersten Bedingungen in Bruchteilen von Sekunden fällen muss, die über Leben und Tod der Patienten entscheiden. Ebenfalls müssen sich die Mitglieder der Einheit stetig mit moralischen Fragen und rechtlichen Konsequenzen auseinandersetzen. Und schnell gerät das Team auch zwischen die politischen Fronten. Gouverneurin Azusa Akatsuka, welche auf dem besten Weg ist, die erste weibliche Premierministerin Japans zu werden, ist im politischen Clinch mit Mariko Shirokane, dem Minister für Gesundheit, Arbeit und Soziales, welcher selbst gute Chancen auf das Amt hat und die Tokyo MER auflösen will. Dazu wurde Nao Otowa ins Team eingeschleust, der in offizieller Funktion an das Ministerium berichtet und insgeheim dafür sorgen soll, die Einheit Tokyo MER von innen heraus zu demontieren. Und dann wäre da noch die mysteriöse einjährige Lücke im Leben von Chefarzt Kōta Kitami, die noch großes Aufsehen erregen wird.

## Besetzung und Synchronisation

### Hauptdarsteller
| Rolle             | Schauspieler  | Folge(n) | Synchronsprecher |
| ----------------- | ------------- | -------- | ---------------- |
| Kōta Kitami       | Ryōhei Suzuki | 1–11     |                  |
| Nao Otowa         | Kento Kaku    | 1–11     |                  |
| Hina Tsurumaki    | Ayami Nakajō  | 1–11     |                  |
| Natsume Kuramae   | Nanao         | 1–11     |                  |
| Jirō Fuyuki       | Shin’ya Kote  | 1–11     |                  |
| Motoichi Tokumaru | Hayato Sano   | 1–11     |                  |
| Hoan Ran Min      | Phongchi      | 1–11     |                  |

### Nebendarsteller
| Rolle              | Schauspieler      | Folge(n)         | Synchronsprecher |
| ------------------ | ----------------- | ---------------- | ---------------- |
| Azusa Akatsuka     | Yuriko Ishida     | 1–11             |                  |
| Suguru Komaba      | Satoshi Hashimoto | 1–11             |                  |
| Kozue Kiyokawa     | Mio Kudō          | 1–11             |                  |
| Daichi Meguro      | Kenta Izuka       | 1–11             |                  |
| Kōhei Iriya        | Kōhei Masaki      | 1–11             |                  |
| Mikio Senju        | Jun Kaname        | 1–2, 4–7, 9 & 11 |                  |
| Suzuka Kitami      | Shiori Satō       | 1, 3–6 & 8–11    |                  |
| Chiaki Takanawa    | Riisa Naka        | 1–5 & 8–11       |                  |
| Haruto Fukasawa    | Kanta Satō        | 1–5 & 9–11       |                  |
| Mariko Shirokane   | Makiko Watanabe   | 1–2 & 5–11       |                  |
| Shusei Kugayama    | Shingo Tsurumi    | 1–2 & 5–11       |                  |
| Yūgen Amanuma      | Bunchin Katsura   | 5–8 & 10–11      |                  |
| Elliot Tsubaki     | Yu Shirota        | 7 & 9–11         |                  |
| Shizuka Tsukishima | Izumi Inamori     | 7–9 & 11         |                  |
| Takamatsu          | Tōru Baba         | 7–9              |                  |

### Gastdarsteller
| Rolle                               | Schauspieler       | Folge(n) | Synchronsprecher |
| ----------------------------------- | ------------------ | -------- | ---------------- |
| Kōta Kitami (Kind)                  | Aito Kuwana        | 1        |                  |
| Mei Nagashima                       | Yūwa Suzuki        | 1        |                  |
| Makoto Ueno                         | Daizaburou Arakawa | 1        |                  |
| Miho Ueno                           | Mari Iriki         | 1        |                  |
| Grundschüler                        | Ken Morita         | 1        |                  |
| Masahiro Nezu                       | Eita Okuno         | 1        |                  |
| Akane Adachi                        | Himena Irei        | 2        |                  |
| Rina Fukiage                        | Yoshiko Fujiwara   | 2        |                  |
| Schüler der Mittelstufe             | Taiki Tazawa       | 2        |                  |
| Shohei Arai                         | Jundai Yamada      | 3 & 11   |                  |
| Satoshi Nakano                      | Shōgo Hama         | 3 & 11   |                  |
| Momoka Kuramae                      | Yuria Kitahira     | 3        |                  |
| Masumi                              | Mio Tachibana      | 3        |                  |
| Himari Shibuya                      | Yuzuna Katō        | 3        |                  |
| Kaori Shibuya                       | Eriko Moriwaki     | 3        |                  |
| Itsuki Shinagawa                    | Jun’ya Kawashima   | 3        |                  |
| SIT-Scharfschütze                   | Keita Suzuki       | 3        |                  |
| Sumiyoshi                           | Tomoya Shiroishi   | 3        |                  |
| Special Officer                     | Takeshi Onishi     | 3        |                  |
| Berater                             | Shunsuke Nakata    | 3        |                  |
| Leiter der Ermittlungsabteilung     | Jinsei Morishita   | 3        |                  |
| Nozomi Koyama                       | Yu Takahashi       | 4        |                  |
| Shiori Hirano                       | Rion Fukumuro      | 4        |                  |
| Mutter von Shiori                   | Kanako Sawaguchi   | 4        |                  |
| Vater von Shiori                    | Tomonori Mizuno    | 4        |                  |
| Noriaki Takada                      | Nobu Morimoto      | 4        |                  |
| Fukasawa                            | Kazuya Sakaguchi   | 4        |                  |
| Krankenschwester                    | Rieko Yanagihara   | 4        |                  |
| Ryō Tatsumi                         | Ryō Tani           | 4        |                  |
| Yoshihiro Minato                    | Takagi Keiichi     | 4        |                  |
| Yasuhito Kosuge                     | Naoki Yukawa       | 4        |                  |
| Ayano Tachibana                     | Aoba Kawai         | 5        |                  |
| Sōta Fuyuki                         | Yunho              | 6 & 7    |                  |
| Naho Fuyuki                         | Otoko Kobayashi    | 6 & 7    |                  |
| Kazuhisa Wada                       | Taira Uchinomiya   | 6        |                  |
| Takuya Osaki                        | Koga Yagishita     | 6        |                  |
| Shunsuke Kojima                     | Eito Katō          | 6        |                  |
| Shimizu                             | Minami Kubota      | 6        |                  |
| Yanaka                              | Shihō Harumi       | 7        |                  |
| Makoto Nishihara                    | Koran Kuroda       | 8        |                  |
| Nozawa                              | Tarō Suwa          | 8        |                  |
| Hazuki Sekiguchi                    | Yuna Watanabe      | 8        |                  |
| Izumi Sekiguchi                     | Yōko Kondō         | 8        |                  |
| Inspektor der Botschaft             | Kazuyoshi Hayashi  | 9        |                  |
| Miyoshi                             | Haruka Uchimura    | 10 & 11  |                  |
| Minami                              | Masaki Miura       | 10 & 11  |                  |
| Krankenhausdirektor                 | Sōkyū Fujita       | 10       |                  |
| Madoka Ōsugi                        | Shieri Ohata       | 10       |                  |
| Akito Aomi                          | Ryūtarō Okada      | 10       |                  |
| Medizinstudentin #1                 | Hikari Kuroki      | 10       |                  |
| Medizinstudentin #2                 | Megumi Okada       | 10       |                  |
| Medizinstudent #1                   | Atsuki Kashio      | 10       |                  |
| Medizinstudent #2                   | Tomoya Masuda      | 10       |                  |
| Medizinstudent #3                   | Daichi Kodaira     | 10       |                  |
| Medizinstudent #4                   | Masashi Ikeda      | 10       |                  |
| Ōhashi                              | Hijiri Sakurai     | 11       |                  |
| Hiroki Miyasaka                     | Hirota Ōtsuka      | 11       |                  |
| Detektiv für öffentliche Sicherheit | Tsukasa Kuroiwa    | 11       |                  |

## Episodenliste
| Nr. | Deutscher Titel                                                        | Originaltitel                                | Erstausstrahlung (TBS) | Deutschsprachige Erstveröffentlichung (—) | Zuschauer (Japan) |
| --- | ---------------------------------------------------------------------- | -------------------------------------------- | ---------------------- | ----------------------------------------- | ----------------- |
| 1 | Leben retten kann nicht warten                                         | 待っていては救えない命がある!                | 4. Juli 2021           | —                                         | 14,1 %            |
| Die siebenköpfige Belegschaft der medizinischen Notfalltruppe Tokyo MER besteht aus dem Chefarzt Kōta Kitami, der Assistenzärztin Hina Tsurumaki, der Krankenschwester Natsume Kuramae, dem Anästhesist Jirō Fuyuki, der vietnamesischen Krankenschwester Hoan Ran Min, dem Mediziningenieur Motoichi Tokumaru sowie dem Arzt Nao Otowa, der nebenbei auch als Beamter beim Ministerium für Gesundheit, Arbeit und Soziales tätig ist. Jedes Mitglied ist Experte für Notfallmedizin. Während der Einweihungszeremonie der Einheit erhält das Team einen Noteinsatz, bei dem es schwer verletzte Opfer am Schauplatz eines Busunfalls behandeln soll. Die Mitglieder des Tokyo MER finden dort mehrere Patienten in Lebensgefahr vor. Das Team steht vor der großen Aufgabe, mehrere Patienten gleichzeitig direkt am Unfallort operieren zu müssen. Doch die lebensrettenden Maßnahmen von Kitami, die über die Aufgaben eines normalen Arztes hinausgehen, werden vom Ministerium für Gesundheit, Arbeit und Soziales als problematisch betrachtet. Die neue Einheit steht bereits in der Kritik und wird unter Druck gesetzt, sich aufzulösen, als sie zu einer Explosion in einer Fabrik gerufen werden. Dort stehen Kitami und sein Team vor einer schwierigen Entscheidung. |                                                                        |                                              |                        |                                           |                   |
| 2 | Eine Nachwuchsärztin und die Last des Rettens von Leben                | 若き研修医が挑む『命を背負う責任』           | 11. Juli 2021          | —                                         | 14,3 %            |
| Das Team wird gerufen, als eine Stahlkonstruktion auf einer Baustelle zusammenbricht. Die Assistenzärztin Hina Tsurumaki stellt sich gegen die Entscheidung ihres Chefs Kōta Kitami, an der gefährlichen Unfallstelle zu operieren, was das medizinische Fachpersonal in Gefahr bringen würde. Bei ihrem Streit kostet Hinas Fehler einem Patienten beinahe sein Leben, was bei ihr zu Selbstzweifeln führt. Dennoch wird sie zum Schauplatz einer Explosion bei einem Sommerfest gerufen. Das führt dazu, dass sich Hina überwältigt fühlt, als sie gleichzeitig auf mehrere Patienten in kritischem Zustand trifft. Wird sie die Herausforderung bestehen, als sie eine schwere Operation alleine durchführen muss? |                                                                        |                                              |                        |                                           |                   |
| 3 | Geiselnahme! Rettet das Mädchen                                        | 立てこもり事件…人質の少女を救え!             | 18. Juli 2021          | —                                         | 14,4 %            |
| Ein Verbrecher nimmt ein schwerkrankes Mädchen als Geisel. Während in der Innenstadt die Kugeln fliegen, trifft Kōta Kitami vom Tokyo MER am Einsatzort ein und legt sich mit der Polizei an, die der Geisel keine medizinische Hilfe zukommen lassen will. Natsume, als alleinerziehende Mutter einer Tochter, will das Mädchen unbedingt retten. Sie tauscht mit dem Mädchen die Position. Mitten in der aussichtslosen Lage schießt der Entführer jedoch auf Natsume. Kitami, der sich weigert aufzugeben, beschließt, an vorderster Front eine Operation durchzuführen. |                                                                        |                                              |                        |                                           |                   |
| 4 | Tunneleinsturz! Ein Organtransplantat und der Wettlauf mit dem Tod     | トンネル崩落! 移植手術へ命のタイムリミット   | 25. Juli 2021          | —                                         | 10,1 %            |
| Ein Tunnel ist eingestürzt! Kōta Kitami kommt am Unglücksort an und findet dort unter Trümmern verschüttet eine Ärztin vor, die ein Herz für eine Transplantation transportieren sollte. Der Tunnel stürzt während der gewagten Rettungsaktion noch weiter ein. Doch selbst an diesem Punkt bricht Kitami die gefährliche Aktion nicht ab, die er gemeinsam mit dem Leiter der Rettungseinheit Mikio Senju und der Krankenschwester Natsume Kuramae fortsetzt. Unterdessen läuft dem Mädchen, das auf die Operation durch Chiaki Takanawa wartet, die Zeit davon. Am Unfallort, im Operationssaal und im Kommandozentrum wird aller Mut aufgebracht, um im Wettlauf gegen den Tod zu bestehen. |                                                                        |                                              |                        |                                           |                   |
| 5 | Eine Schwangere im Feuer! Mutter und Kind retten                       | 妊婦に迫る炎! 絶体絶命の密室で母子の命を救え | 1. Aug. 2021           | —                                         | 10,8 %            |
| Ein Aufzug, in dem sich Kōtas jüngere Schwester Suzuka Kitami und eine schwangere Frau befinden, bleibt plötzlich wegen eines Feuers stecken. Nao Otowa und der bekannte Politiker Yūgen Amanuma sitzen gemeinsam mit ihnen dort fest. Während sich der Aufzug mit Rauch füllt und die Luft immer dünner wird, verschlechtert sich der Zustand der Schwangeren. Das Team bekommt den Auftrag, dem Politiker Amanuma Priorität zu geben. Otowa muss schließlich eine schicksalhafte Entscheidung treffen, während das Feuer auf der anderen Seite des Aufzugs weiter tobt. Wie wird Kitami vorgehen, um das Leben der Mutter und des Kindes zu retten? Das Team begibt sich auf eine verzweifelte Rettungsmission. |                                                                        |                                              |                        |                                           |                   |
| 6 | Grundschüler in den Bergen verschollen                                 | 小学生が山で謎の大量失踪…親子の絆を救え      | 8. Aug. 2021           | —                                         | 8,4 %             |
| 18 Grundschulkinder gehen plötzlich in den Bergen verloren. Kōta Kitami vom Tokyo MER trifft vor Ort ein, und das Team teilt sich für seinen Rettungseinsatz auf. Obwohl die Crewmitglieder bereits viele schwierige Situationen zu bewältigen hatten, müssen sie sich nun alleine der Gefahr stellen. Während die Ärzte Nao Otowa und Hina Tsurumaki Kinder behandeln, die auf mysteriöse Weise schwer erkrankt sind, behandelt Kōta den Rest der Kinder mit vollen Kräften. Doch ihm fehlt ein spezifisches Medikament, das für die Behandlung seiner Patienten notwendig ist. Das Team steht vor seiner größten Krise! |                                                                        |                                              |                        |                                           |                   |
| 7 | Die Polizei, der neue Feind                                            | 新たな敵は警察ー追い込まれた弱者を救え!      | 15. Aug. 2021          | —                                         | 15,0 %            |
| Die mobile Notaufnahme Tokyo MER wird entsandt, weil ausländische Arbeiter über Symptome klagen, deren Ursache völlig unklar ist. Es wird angenommen, dass es sich um eine Lebensmittelvergiftung handelt, aber aus irgendeinem Grund wird der Tatort von einer großen Anzahl von Polizisten bewacht. Während immer noch nicht klar ist, was dahintersteckt, versucht Kōta Kitami, die Kranken zu transportieren, aber dann erscheint die Detektivin für die öffentliche Sicherheit, Shizuka Tsukishima auf der Bildfläche und nimmt die Patienten fest. Hinter diesem Vorfall steckt eine gigantische Affäre, die nicht nur die Regierung erschüttert, sondern auch Kitamis Geheimnis ins Wanken bringen wird. |                                                                        |                                              |                        |                                           |                   |
| 8 | Eine verbotene Vergangenheit: Das Ende einer Allianz                   | 暴かれた禁断の過去!仲間との絆に､終焉ー       | 22. Aug. 2021          | —                                         | 14,5 %            |
| Als es in einem Krankenhaus zu einem Stromausfall kommt, funktioniert keines der Geräte mehr. Es bricht Panik aus, als es für sehr viele Patienten lebensgefährlich wird. Kōta Kitami und die anderen Mitarbeiter der mobilen Notaufnahme Tokyo MER werden entsandt, aber als Nao Otowa hinter das Geheimnis um Kitamis „einjährige Lücke“ kommt, widersetzt er sich seinen Anweisungen. Er sagt: „So jemandem kann das Leben anderer Menschen nicht anvertraut werden. Ich werde seine Befehle nicht befolgen“, und das Vertrauen innerhalb der Mannschaft zerbricht. Kitami versucht, den Stromgenerator alleine wieder in Gang zu setzen, um die Patienten zu retten, und gerät schon bald in große Gefahr. |                                                                        |                                              |                        |                                           |                   |
| 9 | Vorfall in der Botschaft                                               | 大使館で事故! 突入すれば国際問題…究極の選択  | 29. Aug. 2021          | —                                         | 15,0 %            |
| In einer ausländischen Botschaft kommt es zu einem Vorfall mit Kohlenstoffdioxidvergiftung. Die Mannschaft der mobilen Notaufnahme Tokyo MER wird entsandt, sie stößt jedoch auf eine rechtliche Barriere, die besagt: „Eine Botschaft ist das Territorium des jeweiligen Landes, eine Einreise ohne Erlaubnis ist untersagt.“ Die Gouverneurin von Tokio, Azusa Akatsuka, erleidet einen Zusammenbruch aufgrund einer chronischen Krankheit. Ihr Zustand verschlechtert sich zunehmend und die Zeit läuft ihr und dem Team davon. |                                                                        |                                              |                        |                                           |                   |
| 10 | Letztes Kapitel Teil 1                                                 | 最終章前編 ついに死者が…? 誰よりも守りたい人 | 5. Sep. 2021           | —                                         | 13,5 %            |
| Weil Kōta Kitami verdächtigt wird, Mitglied einer terroristischen Organisation zu sein, erhielt er den Befehl die Einheit Tokyo MER nicht mehr ausrücken zu lassen. Unterdessen kommt es an einer Universität zu einem Bombenanschlag und Kitami sowie Nao Otowa eilen zum Unglücksort, um zu helfen, aber es stellt sich heraus, dass es sich um eine Falle von Elliot Tsubaki handelt, der einen weiteren Anschlag plant. Und sehr schnell beginnt die Situation undurchsichtiger und brenzlicherer zu werden. |                                                                        |                                              |                        |                                           |                   |
| 11 | Letztes Kapitel Teil 2: Helden und Legenden – der letzte Kampf der MER | 最終話 伝説に消えた勇者たち…MER最後の戦い    | 12. Sep. 2021          | —                                         | 19,5 %            |
| Kōta Kitami ist nach seinem großen Verlust am Boden zerstört, und er verkündet, dass er das Team um die Tokyo MER verlässt. Die Einheit droht sich aufzulösen. Elliot Tsubaki verübt indes weitere Anschläge in Tokio die viele Verletzte zählen, doch dem Team ist es weiterhin untersagt auszurücken. Unterdessen ist Gouverneurin Azusa Akatsuka noch immer bewusstlos und ihr Leben hängt am seidenen Faden. Wie wird alles ausgehen? Die letzte Reise für die Tokyo MER bricht an. |                                                                        |                                              |                        |                                           |                   |

## Auszeichnungen und Nominierungen
| Jahr | Auszeichnung                          | Kategorie               | Für                                                        | Resultat | Ref.  |
| ---- | ------------------------------------- | ----------------------- | ---------------------------------------------------------- | -------- | ----- |
| 2021 | 109th Television Drama Academy Awards | Beste Dramaserie        | Tokyo MER: Mobile Emergency Room                           | Gewonnen | [ 6 ] |
| 2021 | 109th Television Drama Academy Awards | Bester Hauptdarsteller  | Ryōhei Suzuki                                              | Gewonnen | [ 6 ] |
| 2021 | 109th Television Drama Academy Awards | Bester Nebendarsteller  | Kento Kaku                                                 | Gewonnen | [ 6 ] |
| 2021 | 109th Television Drama Academy Awards | Beste Nebendarstellerin | Nanao                                                      | Gewonnen | [ 6 ] |
| 2021 | 109th Television Drama Academy Awards | Beste Regie             | Aya Matsuki, Shun’ichi Hirano, Maiko Ōuchi, Masahide Izumi | Gewonnen | [ 6 ] |